# Nioro du Sahel
Nioro du Sahel, o semplicemente Nioro, è un comune urbano del Mali, capoluogo del circondario omonimo, nella regione di Kayes.
Il comune è composto da 15 nuclei abitati:
- Awoïny
- Diaka
- Diawély Counda
- Diawély Rangabé
- Gourel Sinthiou Abdoul Kawel
- Kabala
- Kamandapé
- Kérébilé
- Loumbougana
- Madina Alahéry
- Madonga
- Maguiraga Counda
- Mali Counda
- Sylla Counda
- Tichitt